# ویلینگهام بی استو
ویلینگهام بی استو (به انگلیسی: Willingham by Stow) یک روستا و محله مدنی در بریتانیا است که در West Lindsey واقع شده‌است. ویلینگهام بی استو ۴۸۸ نفر جمعیت دارد.